# Лінійні кораблі класу «Квін Елізабет»

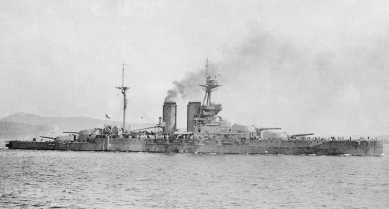
HMS Queen Elizabeth у своїй початковій конфігурації біля острова Лемнос, 1915 рік.

Лінійні кораблі типу «Квін Елізабет» — група з п'яти супер-дредноутів, побудованих для Королівського флоту впродовж 1910-х років. Головний корабель був названий на честь Єлизавети I Англійської. Ці лінкори перевершували за вогневою потужністю, захищеністю і швидкістю своїх попередників з Королівського флоту лінійні кораблі типу «Айрон Дюк», а також попередній тип німецьких лінійних кораблів типу «Кеніг». Відповідні «Квін Елізабет» німецькі лінійні кораблі типу «Баєрн», переважно розглядалися як спроможні до рівної конкуренції, хоча британські лінкори були швидші на два вузли (3,7 км/год), крім лінкорів типу «Баєрн» було лише два. Кораблі типу «Квін Елізабет» зазвичай вважаються першими швидкими лінкорами.
Тип «Квін Елізабет» — перші лінкори, озброєні 15-ти дюймовими гарматами, а також перші лінкори з нафтовим опаленням котлів. Ці лінкори описані у виданні «Jane's Fighting Ships» 1919 року як «найуспішніший тип основного корабля, який наразі спроєктований».
Кораблі типу активно застосовувалися в обох світових війнах. «Барем» був потоплений підводним човном у 1941 році, але інші пережили війни і були списані наприкінці 1940-х.

## Історія проєктування
Спочатку за програмою 1912—1913 року традиційно планували замовити три лінійні кораблі та один лінійний крейсер. Їхні ескізні проєкти були підготовлені і передані для затвердження в Комітет Адміралтейства на початку 1912 року. Подробиць щодо цих проєктів не збереглося, але відомо, що лінкори були вдосконаленим проєктом попереднього типу — «Дюк оф Йорк», з десятьма 343-мм гарматами та швидкістю 21 вузол. Тим часом стало відомо про будівництво в США та Японії лінкорів із 356-мм гарматами. Також надійшли помилкові відомості про те, що нові німецькі лінійні кораблі типу «Кеніг» також нестимуть гармати подібного калібру. Розгорнулася дискусія щодо необхідності збільшення потужності бортового залпу. Був сумний досвід створення 50-каліберної 305-мм гармати, тому від збільшення довжини стволу наявної 343-мм 45-каліберної гармати відмовилися. Вочевидь потрібно було переходити на 45-каліберні 381-мм гармати, із чим погоджувалися багато членів Комітету. Але не було не тільки готових гармат, а й навіть дослідного зразка. Тільки проєкт від департаменту Зброї. Зазвичай гармати та башти через великий час виробництва замовлялися до замовлення кораблів. А до цього необхідно було створити і випробувати дослідний зразок гармати, що зайняло б щонайменше рік. У такому випадку це призводило до затримки в закладці кораблів програми 1912 року.
У цій ситуації новий Перший лорд Вінстон Черчілль пішов на свідомий ризик та замовив у січні 1912 року відразу серійні гармати та башти для нових кораблів, з умовою, що одна з установок буде готова для випробувань раніше. На таке рішення вплинуло й те, що директор департаменту Зброї, контр-адмірал Гордон Мур був настільки впевнений в успіху, що готовий був «поставити на карту свою кар'єру». Заради секретності розробка нової гармати йшла під назвою '14in Experimental' («14-дюймова (356-мм) експериментальна»).

## Представники
| Корабель                              | Виготовлювач                                   | Закладено           | Спущено                | У строю             | Доля                                                                                               |
| ------------------------------------- | ---------------------------------------------- | ------------------- | ---------------------- | ------------------- | -------------------------------------------------------------------------------------------------- |
| «Квін Елізабет» «HMS Queen Elizabeth» | Portsmouth Dockyard, Портсмут                  | 21 жовтня 1912 року | 16 жовтня 1913 року    | 22 грудня 1914 року | Проданий на брухт 7 липня 1948 року                                                                |
| «Ворспайт» «HMS Warspite (03)»        | «HMNB Devonport», Плімут                       | 31 жовтня 1912 року | 26 листопада 1913 року | 8 березня 1915 року | Розібраний на брухт у 1947 році                                                                    |
| «Барем» «HMS Barham (04)»             | John Brown & Company, Клайдбанк                | 24 лютого 1913 року | 31 жовтня 1914 року    | 19 жовтня 1915 року | 25 листопада 1941 року потоплений німецьким підводним човном U-331 північніше Сіді-Баррані, Єгипет |
| «Валіант» «HMS Valiant»               | Fairfield Shipbuilding and Engineering Company | 31 січня 1913 року  | 4 листопада 1914 року  | 19 лютого 1916 року | Проданий на брухт 19 березня 1948 року                                                             |
| «Малайя» «HMS Malaya (01)»            | Armstrong Whitworth                            | 20 жовтня 1913 року | 18 березня 1915 року   | 1 лютого 1916 року  | Проданий на брухт 12 квітня 1948 року                                                              |
| «Аджінкорт» «Agincourt»               | Portsmouth Dockyard, Портсмут                  |                     |                        |                     | Будівництво скасоване у серпні 1914 року                                                           |